# Licnodamaeus stebaevae
Licnodamaeus stebaevae är en kvalsterart som först beskrevs av Grishina 1981.  Licnodamaeus stebaevae ingår i släktet Licnodamaeus och familjen Licnodamaeidae. Inga underarter finns listade i Catalogue of Life.